# Asiagomphus nilgiricus
Asiagomphus nilgiricus е вид водно конче от семейство Gomphidae.

## Разпространение
Видът е разпространен в Индия (Карнатака и Тамил Наду).